# Erik Häggström
Den här sidan handlar riksdagsmannen Erik Häggström. För ingenjören och företagsledaren, se Erik Häggström (ingenjör).
Erik Häggström d.y. (i riksdagen kallad Häggström i Dalkarlså), född 9 augusti 1821 i Bygdeå församling, Västerbottens län, död där 11 juli 1874, var en svensk bruksägare, skeppsredare och riksdagsman hemmahörande på Dalkarlså herrgård i Bygdeå socken, som finns kvar än idag.
Häggström var ledamot av första kammaren 1869–1874, invald i Västerbottens läns valkrets. Han skrev 4:a egna motioner i riksdagen om uppförande av fyrar, om anläggande av väg mellan Stensele och Mo i Norge samt om utarbetande av detaljerad karta över Västerbottens län.
Under perioden 1861 till sin död 1874 var han huvudman i Häggströmska Handelshuset, en av Västerbottens ledande arbetsgivare.